# Heinrich Fahrenholz
Heinrich Fahrenholz (* 27. Juli 1882 in Achim; † 28. Oktober 1945 ebenda) war ein deutscher Biologe, Lehrer und Kommunalpolitiker.

## Leben

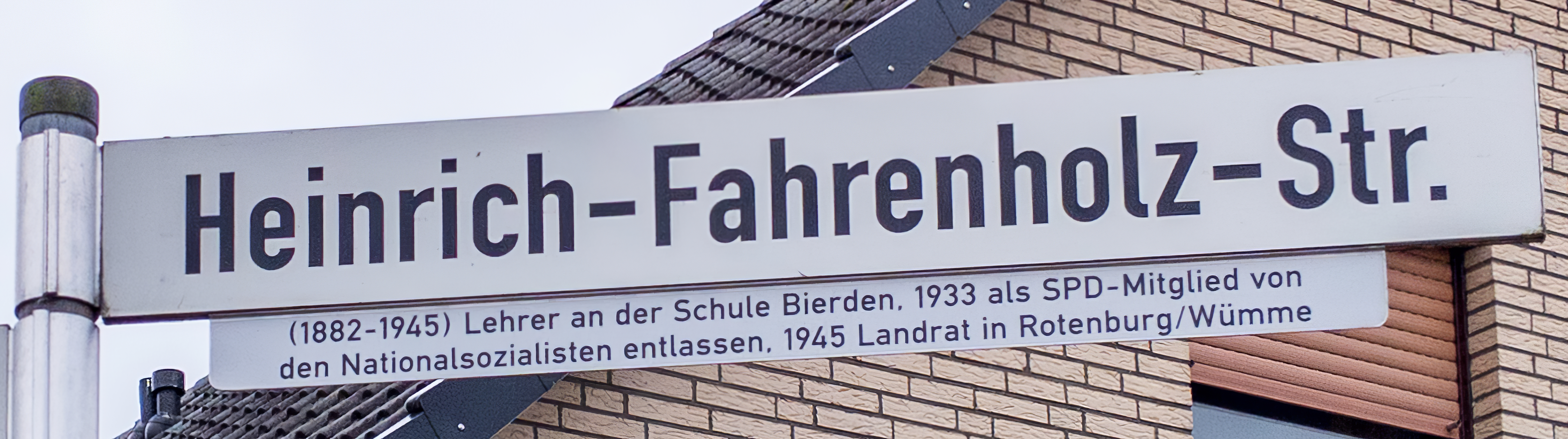
Straßenschild in Achim-Bierden

Nachdem er eine Schule in Achim, eine Präparandenanstalt in Diepholz und ein Seminar in Stade besucht hatte, wurde er Lehrer im heutigen Bremer Stadtteil Lesum. Schon in seinen frühen Jahren erforschte er, angeregt durch Albrecht Poppe, Milben. Diese Arbeiten setzte er auch noch nach seinen Dienstjahren beim Militär weiter fort. Danach war Lehrer an einer Schule in der damals eigenständigen Gemeinde Bierden. Seit dem Jahr 1909 war er Lehrer beim Hannoveraner Gefängnis. Dort nutzte er die örtliche Gelegenheit, um sich an der Tierärztlichen Hochschule Hannover weiterzubilden. Hier begann er nun mit dem intensiven Studium der Läuse. Nachdem er 1913 ein Examen als Mittelschullehrer absolviert hatte, wurde er an die Oberrealschule in Hildesheim versetzt. Die Stelle konnte er jedoch erst nach dem Ersten Weltkrieg antreten. Bedingt durch die Mitgliedschaft in der SPD in Hildesheim und seinem dortigen Posten als Senator, konnte er sich aber der Wissenschaft immer weniger widmen und auch den Beruf als Lehrer gab er auf. Im Jahr 1933 wurde er von den Nationalsozialisten abgesetzt.
In der Zeit danach wohnte er eine Zeit lang in Wehningen bei Hannover, dann in Quelkhorn und schließlich ab 1936 wieder in Achim. In den folgenden Jahren konnte er sich wieder vollends der Wissenschaft widmen und auf dem Gebiet der Anopluren wertvolle Erkenntnisse gewinnen. Weiter widmete er sich noch seiner persönlichen Ahnenforschung und war auch im Gartenbau wie auch der Kleintierzucht aktiv. Nach dem Zweiten Weltkrieg wurde er im Alter von 63 Jahren in seiner politischen Funktion rehabilitiert und bekam den Posten des Landrats im Landkreis Rotenburg (Wümme). Lediglich nach ein paar Wochen im Amt traf ihn dann ein Herzinfarkt, an dem er schließlich verstarb.
Im Achimer Stadtteil Bierden ist ihm eine Straße gewidmet. Die Tierläusegattung Fahrenholzia ist nach ihm benannt.